# 아르다 귈레르
아르다 귈레르(튀르키예어: Arda Güler, 튀르키예어 발음: [aɾˈda ˈɟylæɾ] ( 듣기), 2005년 2월 25일~)는 튀르키예의 축구 선수로 포지션은 윙어이다. 현재 라리가의 레알 마드리드와 튀르키예 축구 국가대표팀에서 활동하고 있다.

## 구단 경력

### 유소년 경력
2014년, 귈레르는 앙카라를 연고로 하는 겐츨레르비를리이에서 유소년 선수 생활을 시작했다. 2019년, 그는 페네르바흐체 유소년팀에 입단했다.

### 페네르바흐체
2021년 1월 13일, 귈레르는 페네르바흐체와 2년 반의 계약을 체결했다. 그는 유망주로 여겨지며 구단의 큰 기대를 받았다.

#### 2021-22 시즌
2021년 8월 19일, 귈레르는 2021-22년 UEFA 유로파리그 플레이오프 라운드에서 핀란드 클럽 HJK를 상대로 교체 출전하여 프로 선수로 데뷔했고, 1-0으로 페네르바흐체가 승리를 거두었다. 3일 후, 쉬페르리그 데뷔전에서 89분에 도움을 기록하며 팀의 승리를 이끌었다.
그는 2021-22 시즌을 보내면서 점점 더 많은 출전 시간을 갖기 시작했다. 2022년 3월, 귈레르는 쉬페르리그 역사상 페네르바흐체의 최연소 득점자가 되었다. 당시 그의 나이는 17세를 넘긴지 겨우 3주 되었을 때였다. 2022년 5월까지 귈레르는 단 255분의 출전 시간 동안 3골 3도움을 기록했다. 그는 인상적인 선수 생활을 시작한 후 아스널, 리버풀, 바이에른 뮌헨, 보루시아 도르트문트, 바르셀로나, 그리고 파리 생제르맹 등 유럽의 빅클럽들이 그에게 관심을 보였다.
2022년 3월 17일, 페네르바흐체는 그와 3년 계약을 체결했다고 발표하였다.

#### 2022-23 시즌
2022-23 시즌 메수트 외질이 팀을 떠나며 귈레르는 페네르바흐체에게 특별한 의미를 지닌 등번호 10번을 부여받았는데, 10번은 과거 알레스 지 수자, 제이제이 오코차 등 팀의 전설들이 부여받았던 등번호이다. 그는 카슴파샤와의 시즌 첫 경기에서 21분만에 2골을 기록했다. 2022년 11월 3일, 그는 디나모 키이우와의 UEFA 유로파리그 조별 리그 원정 경기에서 유럽 대항전 데뷔골을 기록하였다. 또한 1도움도 기록하면서 팀의 2-0 승리를 완벽하게 이끌어냈다.
2023년 6월 11일, 귈레르는 이스탄불 바샥셰히르와의 2023년 튀르키예 쿠파스 결승전에서 2-0 승리를 거두며 결승전의 최우수 선수로 선정되었다.
7월 6일, 귈레르는 인스타그램을 통해 페네르바흐체를 떠난다는 사실을 밝히며 튀르키예 클럽에서의 마지막을 알렸다.

### 레알 마드리드
2023년 7월 6일, 스페인 라리가의 클럽 레알 마드리드는 귈레르와 2029년 6월까지 지속되는 6년 계약을 체결했다고 발표했다. 이 계약은 2000만 유로(한화 약 280억 원)의 이적료로 그의 바이아웃을 발동시켜 성사된 계약으로, 이는 귈레르와 페네르바흐체와의 기존 바이아웃 조항인 1750만 유로(한화 약 250억 원)를 뛰어넘는 금액이었다. 귈레르는 레알 마드리드에게 그의 전 소속 구단을 위한 기금 마련을 위해 바이아웃 조항 이상의 비용을 지불하도록 요구했다.

## 국가대표팀 경력
귈레르는 튀르키예 청소년 국가대표로 U-21 대표팀에서 활약한 바 있다. 그는 2022년 11월 19일 체코와의 친선 경기에서 튀르키예 성인 대표팀 데뷔전을 치렀다. 2023년 6월 19일, 그는 웨일스와의 UEFA 유로 2024 예선 경기에서 국가대표팀 첫 골을 기록했다.

## 통산 기록
| 클럽          | 시즌    | 출전 | 득점 |
| ------------- | ------- | ---- | ---- |
| 페네르바흐체  | 2021-22 | 16   | 3    |
| 페네르바흐체  | 2022-23 | 35   | 6    |
| 레알 마드리드 | 2023-24 | 12   | 6    |
| 레알 마드리드 | 2024-25 | 39   | 5    |

## 수상 내역

#### 페네르바흐체
- 튀르키예 쿠파스: 2022-23[11]

#### 레알 마드리드
- 라리가 : 2023-24
- 수페르코파 데 에스파냐 : 2024
- UEFA 챔피언스리그 : 2023-24
- UEFA 슈퍼컵 : 2024
- FIFA 인터컨티넨탈컵 : 2024